# スティーブン・グリア
スティーブン・M・グリア（英: Steven Macon Greer, 1955年6月28日 - ）は、アメリカ合衆国の元医師でUFO研究者。グリアは、Center for the Study of Extraterrestrial Intelligence (CSETI、地球外知性研究センター) および隠蔽されたUFO情報を暴露する UFO機密情報公開ディスクロージャー・プロジェクト (The Disclosure Project) を設立した。

## 生い立ち
グリアは1955年に シャーロット (ノースカロライナ州) に生まれた
。グリアは8歳ごろにUFOを間近で見たといい、この体験が後のUFO研究へと駆り立てた。彼は超越瞑想の教師として訓練を受け、瞑想団体の長として活動した。グリアは1987年に東テネシー州立大学ジャームズ・H・クィラン医学校を卒業。1988年にMountain Area Health Education Center (MAHEC) ノースカロライナ大学でインターンを終了し、1989年にヴァージニア州の医師免許を得た。同じ年にアルファ・オメガ・アルファ名誉医学会へ入会した。

## 経歴
1990年にグリアは、地球外文明へ接触するための外交面、研究面での主導権を得るためにthe Center for the Study of Extra-Terrestrial Intelligence (CSETI、地球外知性研究センター) を設立する。
1993年、グリアはディスクロージャー・プロジェクト（The Disclosure Project）を設立する。これは非営利の研究計画で、政府のUFO、地球外知性、先進的なエネルギー技術と推進技術に関する情報を一般に公開することを目的としている。ディスクロージャー・プロジェクトは、政府のUFO関連機密情報を共有することで、安全保証に対する誓約を破ることになる政府の内部告発者に恩赦を与えるための努力のひとつであった 。グリアは同年、CIA長官のジェームズ・ウールジーに接触して状況説明を行ったとされる。
1994年10月にグリアはラリー・キングのテレビ番組 The UFO Coverup? に出演した。1995年には、グリアはコールドウェル記念病院で救急救命室部門の部長医師として勤務していた。
1997年4月、グリアは、アポロ計画の宇宙飛行士エドガー・ミッチェルを含む、CSETIの構成員と共に、連邦議会の議員に向けて状況説明会を行った。1998年、グリアは救急救命室の医師としての経歴を諦め、ディスクロージャー・プロジェクトに専念することになった
。
2001年5月にグリアは、ワシントン市のナショナル・プレス・クラブで記者会見を行い、退役空軍軍人、元連邦航空局当局者、元情報部当局者ら、総勢20名による証言を発表した
。2002年のオレゴン・デイリー・エメラルド紙による報告では、グリアは120時間におよぶUFO関連の証言を、数々の政府関係者から集めており、その中には宇宙飛行士のゴードン・クーパーや、准将も含まれていた。
2013年4月29日から5月3日にかけて、ナショナル・プレス・クラブにおいて、ディスクロージャーに関する市民公聴会が開かれ、グリアは40名の証言者の一人として参加した。

## SIRIUS
2013年にグリアは、ドキュメンタリー映画 "SIRIUS" を共同制作した。これは彼の地球外生命体および政府の隠蔽工作に関する仕事と理論に関する内容である。監督はAmar Kaleka、朗読はトーマス・ジェーンである。グリアの2006年の著作「UFOテクノロジー隠蔽工作」（原題: "Hidden Truth, Forbidden Knowledge"） の内容を含んでおり、政府と軍の元関係者らによるインタビューが収められている。映画は2013年の4月22日にロサンゼルスで試写された。SIRIUSはまた、15cm長の人間型骨格、アタカマ・ヒューマノイドに焦点を当てて、画像や、DNA解析の結果を紹介している。グリアはこれが地球外生命体の証拠だと考えていたが、後に遺伝的な証拠によってこの骨格は人間の子供の骨格であり、推定ではまだ数十年しか経過しておらず、母親は南米チリの現地住民である可能性が最も高いとした。

## 著作
- スティーヴン・グリア、前田樹子（訳）、2008、『UFOテクノロジー隠蔽工作』、めるくまーる ISBN 978-4839701352、（原書: Steven M. Greer 前田樹子訳 (2006). Hidden Truth: Forbidden Knowledge. Crossing Point. ISBN 978-0967323824）
- Steven M. Greer (2009). Contact: Countdown to Transformation. Crossing Point. ISBN 978-0967323831
- Steven M. Greer (2001). Disclosure : Military and Government Witnesses Reveal the Greatest Secrets in Modern History. Crossing Point. ISBN 978-0967323817
- Steven M. Greer (1999). Extraterrestrial Contact: The Evidence and Implications. Crossing Point. ISBN 978-0967323800